# 2017 في جامايكا
فيما يلي قوائم الأحداث التي وقعت خلال عام 2017 في جامايكا.

## رياضة
- 1 يناير – جامايكا في بطولة العالم للألعاب المائية 2017

## موسيقى

### أغاني
من الأغاني التي صدرت هذه السنة في جامايكا:
- 30 يونيو – شعبي من غناء ويلي ويليام.

## وفيات

### يناير
- 25 يناير – روني ديفيس (مواليد 1950) موسيقي جمايكي.

### فبراير
- 22 فبراير – رونالد بلاكوود (مواليد 1926) سياسي أمريكي.

### مارس
- 15 مارس – ألويسيوس غوردون (مواليد 1931)

### أبريل
- 20 أبريل – جيرمين ماسون (مواليد 1983) منافِس أوليمبي جامايكي.

### مايو
- 18 مايو – فرانكي باول (مواليد 1965) موسيقي جمايكي.

### يونيو
- 6 يونيو – هوراس بوريل (مواليد 1950)
- 20 يونيو – جيمس بيري (مواليد 1924)

### سبتمبر
- 15 سبتمبر – فويلت براون (مواليد 1900)